# Гарно, Франсуа-Ксавье
Франсуа-Ксавье Гарно (фр. François-Xavier Garneau; 15 июня 1809, Квебек, Нижняя Канада — 3 февраля 1866, Квебек, Канада) — франкоканадский писатель

 и историк, «отец канадской историографии». Член Литературного и исторического общества Квебека, почётный президент Канадского института Квебека.

## Биография
Родился 15 июня 1809 года в городе Квебек британской колонии Нижняя Канада в семье Франсуа-Ксавье Гарно и Гертруды Амио-Вильнёв. Его предок, Луи Гарно, прибыл в Канаду в XVII веке из Пуату (Франция).
Оставив учёбу в школе в возрасте 14 лет, Франсуа-Ксавье устроился на работу в контору клерка Суда королевской скамьи Жозефа-Франсуа Перро, из которой через два года ушёл в нотариальную контору Арчибальда Кэмпбелла. В 1830 году сам стал нотариусом.
С 1831 по 1833 год работал секретарём канадского политического делегата Дени-Бенджамина Виже в Лондоне. В это же время путешествовал по Франции.
После возвращения в Квебек активно принимал участие в политической жизни колонии. Также занимался литературной деятельностью, в том числе вместе с Луи-Давидом Роем в 1841 году основал еженедельный литературный и научный журнал «Институт, или Журнал студентов» (фр. L'Institut, ou Journal des étudiants).
С 1843 года страдал от эпилепсии, которая в ночь со 2 на 3 февраля 1866 года привела к его смерти.

## Творчество

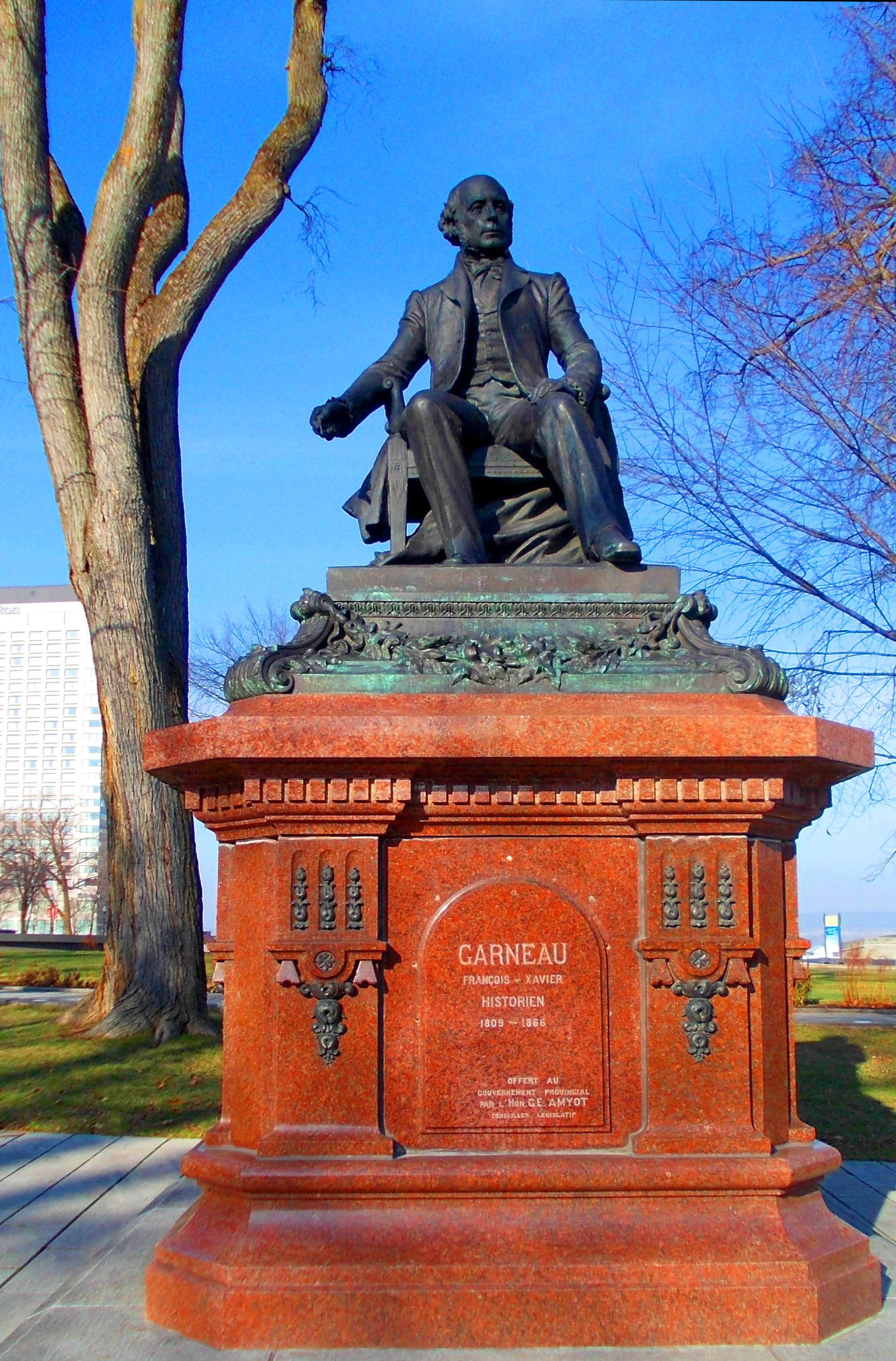
Памятник Франсуа-Ксавье Гарно в Квебеке

Первые пробы пера в поэзии Франсуа-Ксавье делает ещё до отъезда в Лондон. Так, 31 августа 1831 года «Le Canadien» публикует его стихотворение «Dithyrambe: Sur la mission de Mr Viger, envoyé des Canadiens en Angleterre». После возвращения Гарно из Англии газета продолжает размещать его новые стихи на своих полосах. Главными темами в его поэзии стали родина и свобода, идеи франкоканадства; олицетворением устремлений соотечественников в его творчестве выступает образ Франции.
В 1837 году увлекается историей Канады. В 1845 году выходит первый том его «Истории Канады от момента её открытия до наших дней». Второй том выходит в 1846 году, третий — в 1848, а четвёртый — в 1852 году. Издание оказалось успешным и было с интересом принято критиками. Уже осенью 1852 года вышло второе издание исторического труда, в трёх томах. Ещё при жизни Гарно вышло и третье издание — в 1859 году.
С 18 ноября 1854 по 29 мая 1855 в «Журнале Квебека» опубликовал воспоминания о поездке по Франции и Англии.